# Rêve brisé
Pour plus de détails, voir Fiche technique et Distribution.
Rêve brisé (titre original : A Weaver of Dreams) est un film muet américain réalisé par John H. Collins, sorti en 1918.
Film muet perdu, Rêve brisé est sorti aux États-Unis le 18 février 1918, au plus fort de la carrière de M. Collins. C'est le 36e des 41 films crédités à sa réalisation. Le jeune réalisateur a succombé à la grippe espagnole quelques mois plus tard, à l'âge de 28 ans. Le film met en vedette sa femme, Virginia Flugrath, connue à l'écran sous le nom Viola Dana. Le scénario, écrit par John H. Collins et William Parker, est une adaptation du roman à titre posthume de Myrtle Reed (1874-1911), A Weaver of Dreams (1911); celle-ci s'étant suicidée un peu plus tôt cette année-là, le 17 août 1911.

## Fiche technique
- Titre original : A Weaver of Dreams
- Titre français : Rêve brisé
- Réalisation : John H. Collins
- Scénario : John H. Collins, William Parker, d'après le roman de Myrtle Reed
- Sociétés de production : Metro Pictures Corporation
- Pays d’origine :  États-Unis
- Langue : titres en anglais
- Format : Noir et blanc - 35 mm - 1,33:1  -  Muet
- Genre : drame
- Dates de sortie : 
  -  États-Unis : 18 février 1918
  -  France : 3 juillet 1919

## Distribution
- Viola Dana : Judith Sylvester
- Clifford Bruce : Carter Keith
- Mildred Davis : Margery Gordon
- Russell Simpson : Martin Chandler
- Clarissa Selwynne : Cynthia Bancroft
- Vera Lewis : Tante Hattie Taylor